# Kaniet (langue)
Le kaniet est une langue en partie éteinte des langues des îles de l'Amirauté en province de Manus. Divisé en deux groupes, le Nord et le Sud (aujourd'hui éteinte), le kaniet était parlé sur l'île éponyme.